# Tuktoyaktuk
Tuktoyaktuk oder Tuktuyaaqtuuq (wörtlich „sieht aus wie ein großes Karibu“), Kurzform Tuk (Eigennennung), ist eine Ortschaft in Kanadas Nordwest-Territorien. Sie liegt nördlich des Polarkreises und ist die nach Taloyoak zweitnördlichste Gemeinde auf dem kanadischen Festland. Tuktoyaktuk ist 12,66 km² groß und hatte im Jahr 2021 937 Einwohner.
Die Siedlung liegt auf einer Höhe von rund fünf Meter über dem Meeresspiegel an der zur Beaufortsee gehörenden Kugmallit Bay und ist von einer Vielzahl kleiner Seen umgeben. Fünf Kilometer westlich des Ortes liegt das Pingo Canadian Landmark.
88,6 % der Einwohner Tuktoyaktuks sind Inuit, insgesamt zählten sich 92,6 % zur indigenen Bevölkerung. Neben Englisch werden auch die einheimischen Sprachen Inuktitut und Inuvialuktun gesprochen.
Seit dem 15. November 2017 besteht eine ganzjährige Straßenanbindung an das 138 km entfernte Inuvik, der Inuvik–Tuktoyaktuk Highway (Northwest Territories Highway 10). Diese ersetzt die Tuktoyaktuk Winter Road, eine nur im Winter zeitweise nutzbare Eisstraße.